# Idaea mancipiata
Idaea mancipiata là một loài bướm đêm trong họ Geometridae.